# Lene Moyell Johansen
Lene Moyell Johansen (* 1968) ist seit 2017 die amtierende Reichsombudsfrau Dänemarks auf den Färöern und studierte Juristin.

## Leben
Im Jahre 2003 machte Johansen ihren Master of Law. 2003 bis 2004 war sie Fachbereichsleiterin der Staatsregierung in Roskilde. 2003 bis 2008 war sie externe Tutorin an der Universität Kopenhagen und 2004 bis 2008 Lehrerin an der Gideonskolen in Vallensbæk. Ab 2008 war sie bis 2011 Fachbereichsleiterin in der Hochkommission für die Färöer, anschließend bis 2016 Sonderberaterin, anschließend bis 2017 Seniorrechtsberaterin der Hochkommission. 2009 bis 2014 war sie Rechtsberaterin für die Rechtshilfe der Färöer. 2015 bis 2016 externe Tutorin für Kinderrecht an der Universität der Färöer und 2016 bis 2017 externe Tutorin für Scheidungsrecht. 2017 löste sie Dan Michael Knudsen als Ombudsmann ab.

## Quelle
- Offizielle Seite der Hochkommissarin

| Personendaten    | Personendaten                                                             |
| ---------------- | ------------------------------------------------------------------------- |
| NAME             | Johansen, Lene Moyell                                                     |
| KURZBESCHREIBUNG | dänische Juristin und Beamtin, Reichsombudsfrau Dänemarks auf den Färöern |
| GEBURTSDATUM     | 1968                                                                      |